# Aunsby
Aunsby – wieś w Anglii, w Lincolnshire. W 1921 roku civil parish liczyła 108 mieszkańców. Aunsby jest wspomniana w Domesday Book (1086) jako Ounesbi.